# ميلو كنوتسون
ميلو كنوتسون هو سياسي أمريكي، ولد في 12 أكتوبر 1917، وتوفي في 22 مارس 1981. انتخب عضو مجلس ولاية ويسكونسن ‏.